# Tungstat de magnesi
El tungstat de magnesi o wolframat de magnesi és un compost inorgànic, del grup de les sals, que està constituït per anions tungstat o wolframat {\displaystyle {\ce {WO4^{2-}}}} i cations magnesi (2+) {\displaystyle {\ce {Mg^{2+}}}}, la qual fórmula química és {\displaystyle {\ce {MgWO4}}}.

## Propietats
El tungstat de magnesi es presenta en forma de pols de color blanc. La seva densitat és de 5,66 g/cm³ i insoluble dins aigua i etanol. És soluble dins àcids.

## Obtenció
El tungstat de magnesi s'obté escalfant una mescla d'òxid de magnesi {\displaystyle {\ce {MgO}}} i òxid de tungstè(VI) {\displaystyle {\ce {WO3}}} a 1000 – 1100 °C:
{\displaystyle {\ce {MgO + WO3 -> MgWO4}}}

## Aplicacions
S'empra en pantalles fluorescents de raigs-X i en pintura fluorescent.